# Constantí
Constantí è un comune spagnolo di 5 084 abitanti situato nella comunità autonoma della Catalogna. Appartiene alla comarca del Tarragonès, con capoluogo Tarragona.
Vi si trova la villa romana di Centcelles, presso il fiume Francolí. La villa presenta fasi di occupazione dal II secolo a.C. al IV secolo d.C.; alla metà del IV secolo venne edificato un grande mausoleo con cupola, ornata all'interno da mosaici con la rappresentazione di scene dell'Antico e Nuovo Testamento.